# Actaea biternata
Actaea biternata là một loài thực vật có hoa trong họ Mao lương. Loài này được (Siebold & Zucc.) Prantl mô tả khoa học đầu tiên năm 1888.

## Hình ảnh

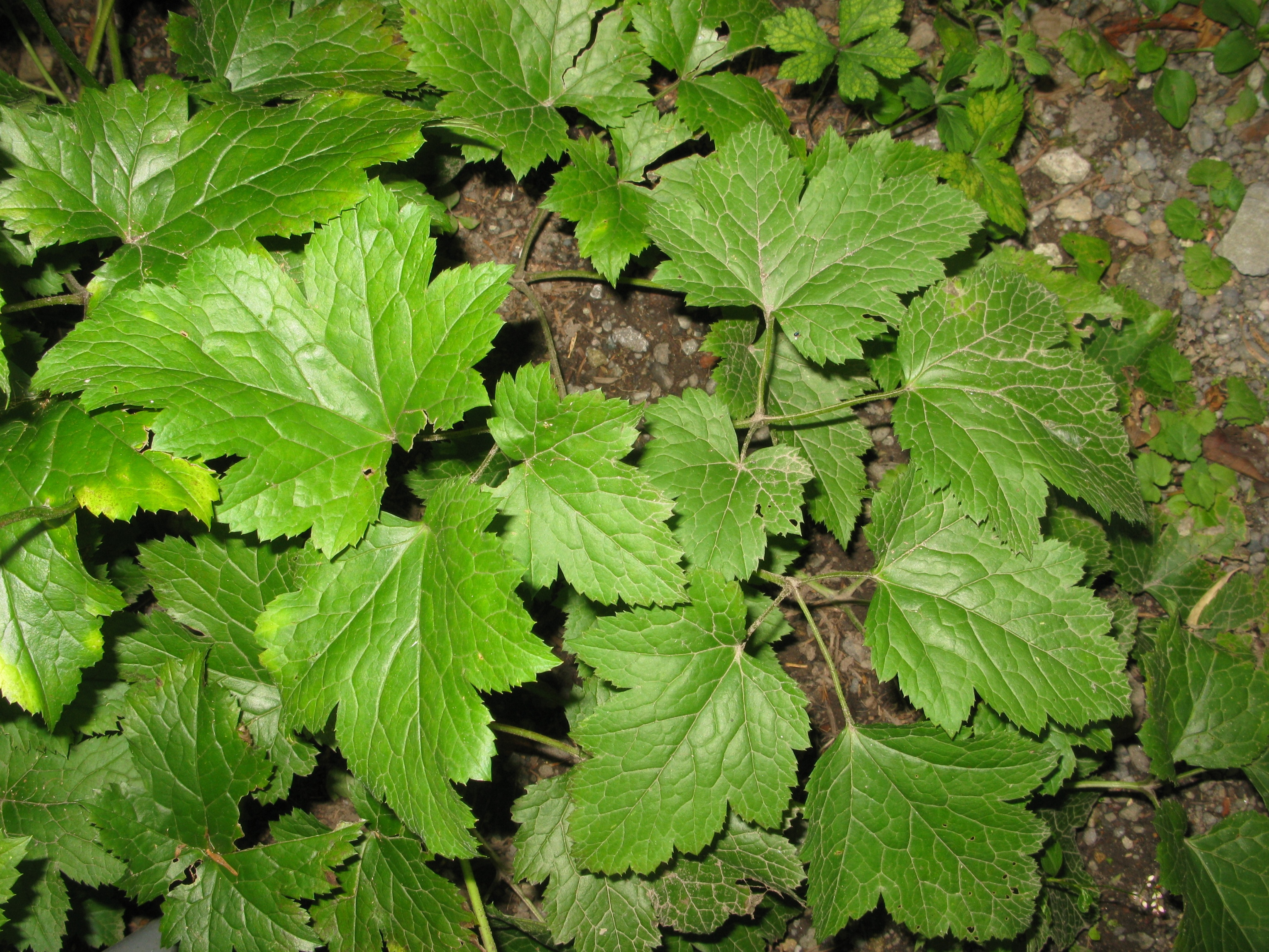
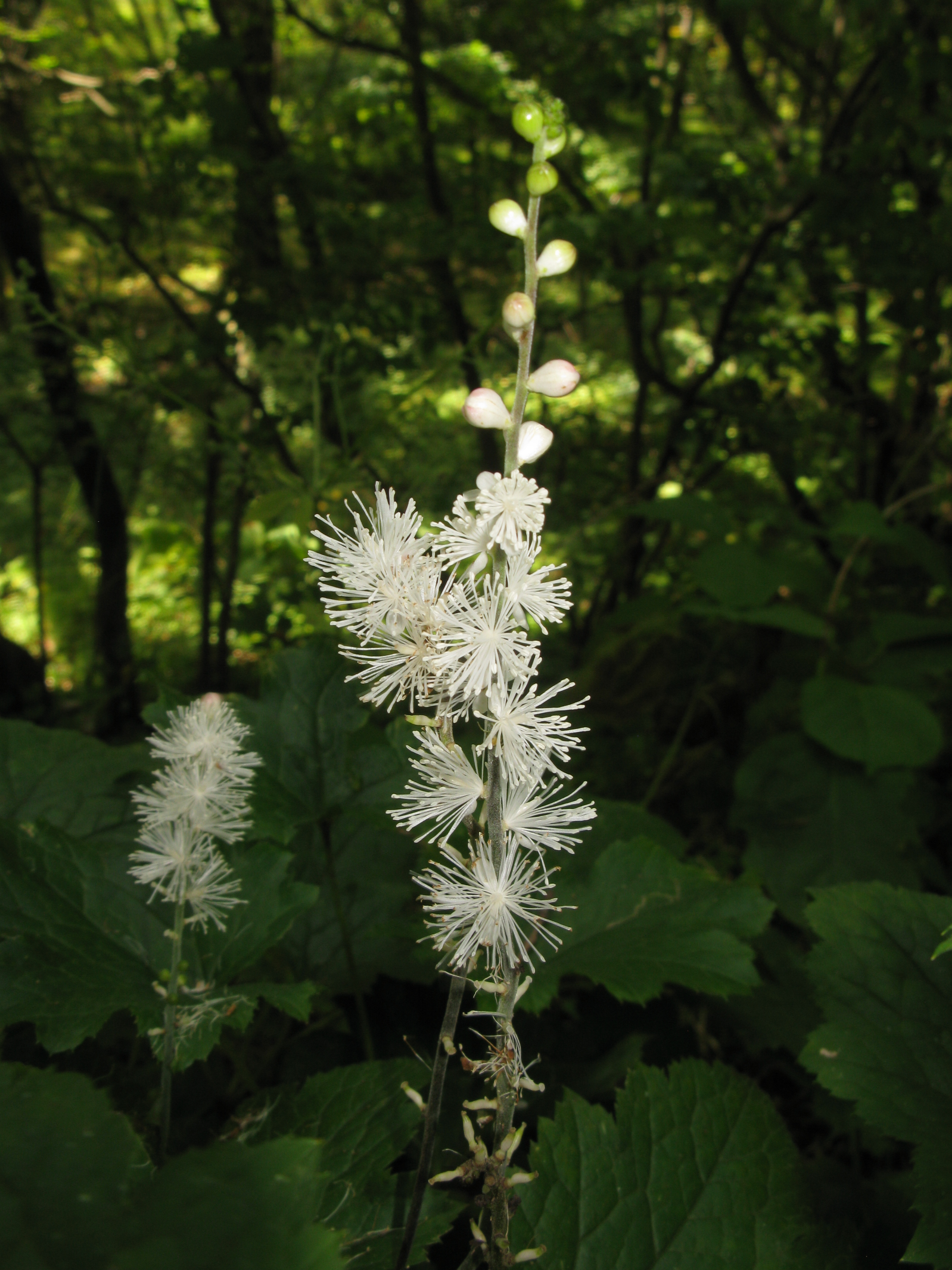